# Посольство України в Білорусі
Посо́льство Украї́ни в Білору́сі — дипломатична місія України в Білорусі, розташована в Мінську.

## Завдання Посольства
Основне завдання Посольства України в Республіці Білорусь — представляти інтереси України, сприяти розвиткові міждержавних політичних, економічних, культурних, наукових та інших зв'язків, а також захищати права та інтереси громадян і юридичних осіб України, які перебувають на території Білорусі.
Посольство сприяє розвиткові добросусідських гармонійних відносин між Україною й Республікою Білорусь на всіх рівнях, а також співробітництва з питань, що становлять взаємний інтерес. Посольство виконує також консульські функції.

## Історія дипломатичних відносин
Дипломатичні відносини між Україною та Республікою Білорусь встановлено 27 грудня 1991 року. Посольство України в Республіці Білорусь було започатковано 30 червня 1992 року.
Будинок Посольства урочисто відкрито 1 грудня 2000 року за участю Президента України Леоніда Кучми, Прем'єр-міністра України Віктора Ющенка, Міністра закордонних справ України Анатолія Зленка, а також Прем'єр-міністра Республіки Білорусь Володимира Єрмошина і Заступника Прем'єр-міністра Республіки Білорусь — Міністра закордонних справ Республіки Білорусь Михайла Хвостова.

## Керівники дипломатичної місії
1. Желіба Володимир Іванович (1992–1998)
2. Дронь Анатолій Андрійович (1998–2003)
3. Шаповал Петро Дмитрович (2003–2005)
4. Наливайченко Валентин Олександрович (2005–2006)
5. Ліховий Ігор Дмитрович (2006–2010)
6. Безсмертний Роман Петрович (2010–2011)
7. Сосюра Олександр Васильович (2011)[2] т.п.
8. Тихонов Віктор Миколайович (2011–2012)
9. Якубов Віктор Марсумович (2012–2013) т.п.
10. Єжель Михайло Броніславович (2013–2015[3])
11. Джигун Валерій Миколайович (2015–2017) т.п.
12. Кизим Ігор Юрійович (2017-2023)

## Генеральне консульство України в Бресті
- Адреса: 224030, Республіка Білорусь, м. Берестя, вул. Воровського,19
- Генеральні консули України в Бресті з 2003:

1. Колядин Михайло Сергійович (2003-2007)
2. Брюховецький Сергій Олександрович (2007) в.о.
3. Баранчик Іван Іванович (2007-2012)
4. Мисик Олег Іванович (2012)

## Почесне консульство України в Гродно
- Адреса: м. Гродно, вул. Замкова, 7, кабінет 1
- Сайт: www.ukr-consulate-grodno.by
- Почесні консули України в Гродно

1. Байко Валентин Валентинович[4]

## Консульства Української Держави
- Мінськ — Анатоль Квасницький (30.05.1918)[5]
- Орша — Пожар Олекса (25.08.1918)

## Події
- 20.11.2017 — білоруські спецслужби заарештували українського журналіста Шаройка Павло Якубовича та звинуватили його в шпигунстві[6][7].
- 20.11.2017 — білоруська влада оголосила персоною нон ґрата першого секретаря Посольства України Скворцова Ігоря Васильовича[8].